# 하와이의 역사

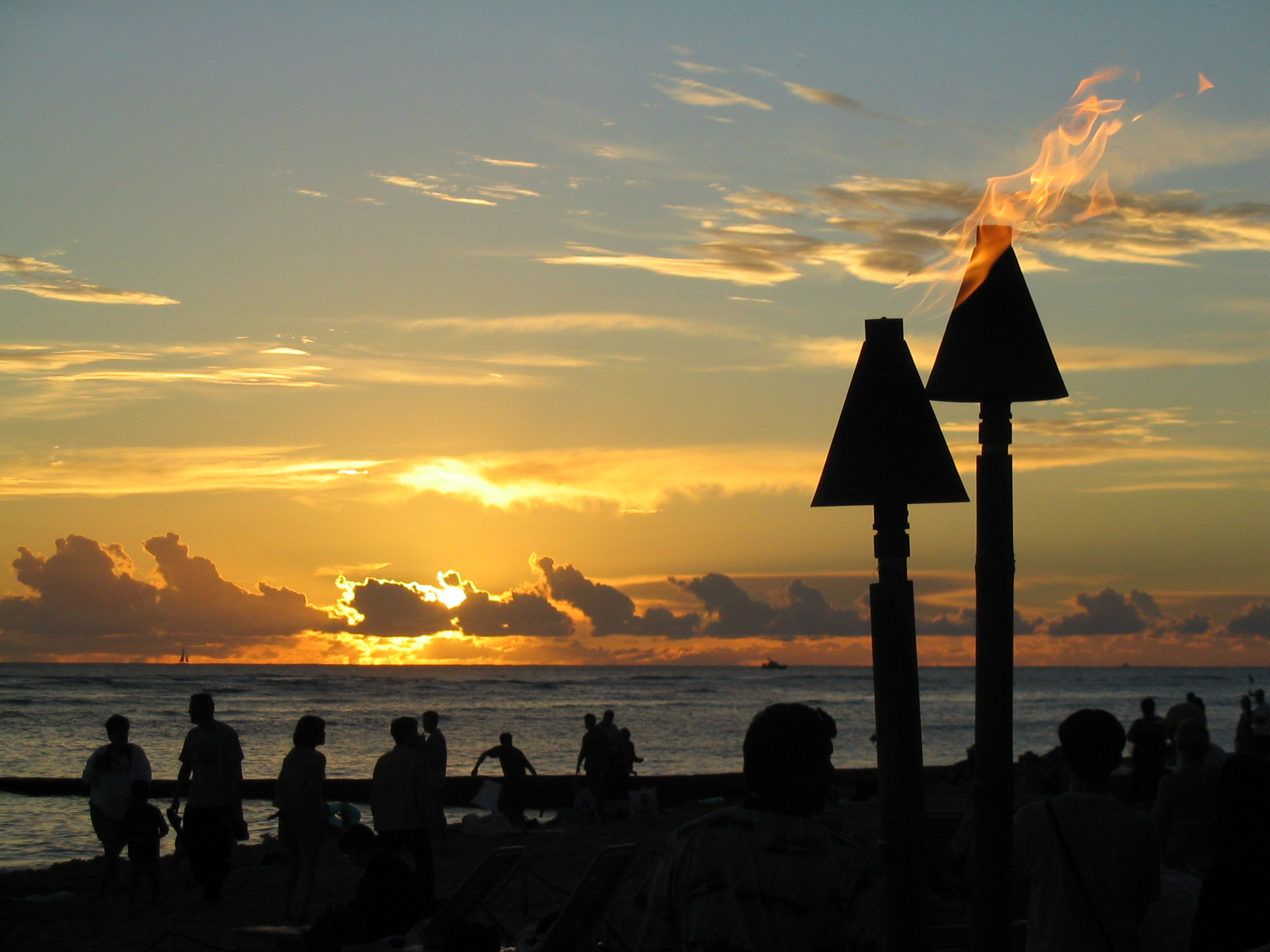
하와이' 와이키키 비치

하와이의 역사(history of Hawaii)에서는 50번째 미국의 주로 등록된 하와이의 역사를 상세히 설명한다.

## 요약
폴리네시아인이 가져온 전통을 지켜오면서 생활하고 있었는데, 1778년 제임스 쿡에 의해 발견된 후, 하와이는 근대화를 이루게 된다.
하와이 섬들의 100년동안의 전쟁을 통해  하와이 왕국을 통일국가로 이루고, 서양인과의 접촉으로 사회는 신속한 변화가 시작되었다.
19세기 전반 종교적기반의 확립과 경제개발을 요구하는 유럽, 아메리카에서 온 이민자들과 그 후손은 경제적 안정을 위해 정치권력을 탐하게 되고 그 영향은 시대를 거쳐 강력하게 되었다.
사탕수수 농장과 무역하는 거대한 토지 및 부를 얻은 성공자들은 추가의 산업 발전을 추구하는 값싼 노동력을 일본 및 다양한 지역에서 대량으로 불러모여서 하와이의 사회는 여러 인종이 혼합된 복잡한 문화가 되어 버렸다.
백인세력은 하와이사람의 국가를 점령하고 근대화의 이름으로 1900년에 미국의 영토로 합병되었다.
또한 전쟁 중에는 동서대립의 여파를 받으면서 태평양의 중요한 군사 기점으로 개발되는 한편, 하와이에 노동자로 불려온 대량의 일본인 이민자들은 심각한 차별을 받게 된다.
현대에는 관광 도시로 개발하는 한편, 개발의 의한 환경오염, 역사 유적의 파괴, 인구의 성장에 따른 토지 가격의 인플레이션, 하와이 사람문제사무국이 제안하는 하와이 사람들에 의한 자치권의 확득 등 복수의 문제를 안고있다.
하와이는 그러한 해결의 실마리를 모색하면서 오늘에 이르게 되었다.

## 선사시대
하와이의 섬들은 화산 활동에 의해 해저에서 만들어졌으며, 북서부의 오래된 섬들은 500만 년 전부터 100만 년 전, 하와이섬 등의 새로운 섬들은 약 50만 년 전 형성되었다.
다른 대륙과 연결되지 않았다.

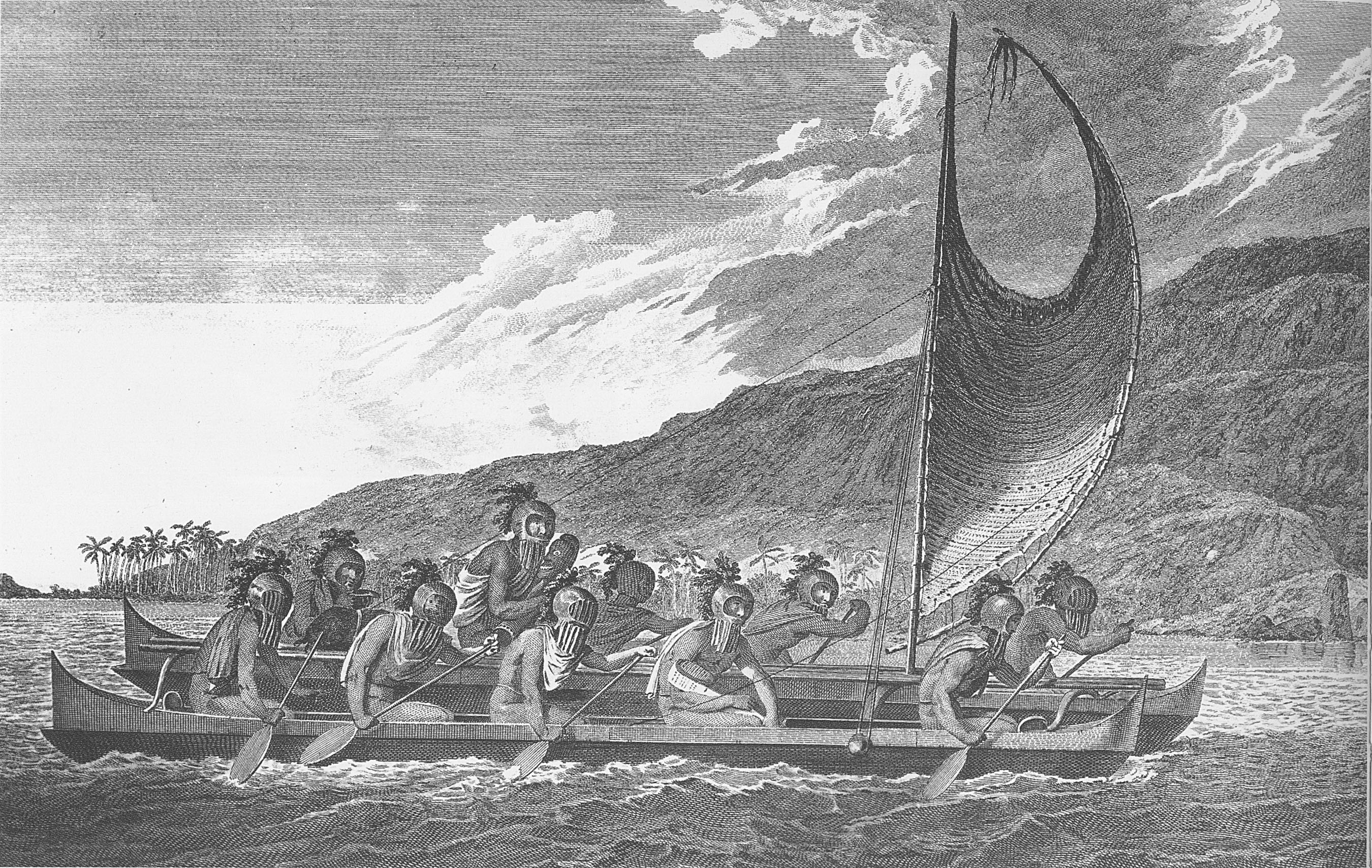
뗏목 타는 폴리네시안

그리고 제임스 쿡이 하와이를 발견하기 이전의 원주민들은 어딘가에서 바다를 건너왔다.
하와이는 다른 태평양의 섬들의 대부분이 그러했듯이 19세기에 미국의 선교사가 알파벳을 전하기 전에는 문자를 가지지 않는 문화를 형성했다.
역사문서는 존재하지 않지만 언어학적인 추측을 카하키이(암각화)등의 연구에서부터 처음으로 하와이에온  오스트로네시아어족의 폴리네시아 사람들일 것으로 생각되며, 마오리족과 타히티의 사람들과 같은 기원을 추적할 수 있다.
그 시대에 대한 학설이 있으며 유적의 방사성 탄소 연대 측정법에 따른 기원전 500년 전후에서 3세기부터 일 것으로 생각된다.
또한, 하와이에 전해지는 신화 쿠무리뽀에서도 고고학적인 사항과 연구가 수행되고 있다.
쿠무리뽀는 전기(크라우하우),동화(카아오),역사전승(모오레오)로 불리는 장르의 신화가 노래와 춤, 찬토 등 왕가대대로 전승되어왔으며, 1700년대에 만들어진 것으로 보인다..
공식 발표로는 1881년 칼라카우아가 공표한 것으로, 1889년에 릴리우오칼라니에 의해 영어로 번역된 것이 있다.
쿠무리뽀에는 창작된 우화가 하와이인의 기원이 13세기 전후에 일어났을 것으로 쓰여있다.
언어학적 견해, 역사유적, 신화 등에서의 유추에 의해, 폴리네시아 사람들은 카타마란 또는 아웃리거 카누를 이용하여, 마르키즈 제도를 통해 온 것으로 보이며, 900년 쯤에는 타히티섬을 중심으로 하는 소시에테 제도에서 온 폴리네시아계 이민자들이 정착한 것으로 보인다.
또한, 폴리네시아 사람들이 정말로 항해가 가능했었는지 여부에 대해, 1976년부터 검증항해가 행해졌다. 피우스 마우 피아이루구 및 17인의 남녀가 탔던 원목선 호쿠레아호는 마우이 섬을 출발하여 31일째에 타히티에 도착, 1978년에는 타히티에서 마우이까지의 항해에 성공, 폴리네시안 사람들의 태평양 항해가 불가능하지 않다는것을 입증했다.
그러나 왜 그들이 이동해야 했었는지에 대해서는 하와이의 신화와 페트로구리프를 풀어봐도 먼 곳으로의 항해와 교류를 암시하는 것은 있어도, 명확한 설명은 없고, 지금까지 거주하고 있던 섬이 좁아졌다거나, 기근이 있었던지 다른 섬과의 전쟁에서 추방되었던지 등의 가설만 제시되고 있다.
그들은 하와이 제도에 정착하기 위해 타히티를 계속적으로 왕복하면서 타로감자, 코코넛, 바나나 같은 식물 및 돼지, 개, 닭 같은 동물을 하와이에 실어날렀다. 이런 대항해는 14세기까지 지속되었다. 훌라를 시작으로 하는 오래된 하와이 문화도 이 같은 교류의 과정으로 간주되었다.
12세기에는 족장 아리이에 의한 토지지배와 통제가 시작되어 계급사회가 탄생했다.
아리이를 정점으로 신관 카후나, 장인, 서민 마카아이나나, 노예 카우바로 이어졌다.
토지의 지배는 아후프아아로 부르는 제도를 규정하고 산봉우리와 해안을 묶은 두 줄을 토지의 기본단위로 하며, 한계선에는 돼지(푸아아) 형상인 아후를 세웠다.
아리이는 헬멧을 쓰고 깃털망토를 입고 매너라는 특별한 힘을 가졌다고 한다.
카우바는 공동 생활의 규율을 어지럽히는 범죄자와 다른 나라의 포로 계급에서 얼굴에 문신을 새겨 다른 계급과의 교제가 금지되어 있었다
때로는 카우바를 제물로 희생되기도 했다.

## 하와이 왕국

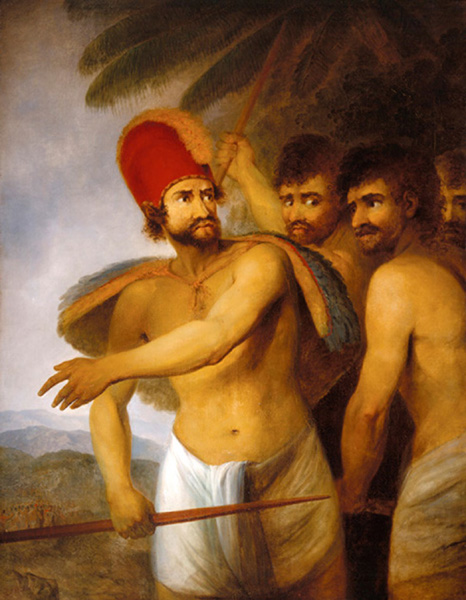
하와이의 섬을 통치하고 있는 왕 카라니오프우

### 제임스 쿡의 재발견
1778년, 영국의 해양 탐험가 제임스 쿡에 의해 1월 18일 오아후섬, 1월 20일에 카우아이섬이 발견되어 와이메아 베이에 레졸류션호, 디스카버리호를 정박하고 유럽인으로서 처음으로 상륙했다.. 제임스 쿡은 상관인 해군본부장 샌드위치 백작 의 명령으로 샌드위치 제도로 지명하였다.
그러나 제임스 쿡이 샌드위치 제도라는 이름을 붙이기전에 현지 하와이사람들 사이에서는 하와이 라는 명칭이 정착되어있었다..

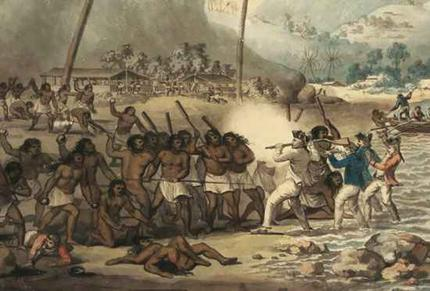
제임스 쿡의 마지막

갑자기 본적도 없는 거대한 배의 도착과 이상한복장을 한 승조원에 대해서 선주민들은 놀랄수 밖에 없었다.
새로운 해상로의 발견을 목표로 하던 일행은 같은 해 2월에 일단 하와이를 떠나서 북서로 향했다.
그 후 같은해 11월 하와이에 재방문한 제임즈 쿡은 마우이섬과 오아후 섬을 선상 주사한후에 1779년 1월 17일, 하와이섬 케알라케쿠아 베이에 상륙 했다.
하와이의 왕이었던 카라니오프우는 제임즈 쿡을 신 로노의 모습이라 착각하고, 헤이아우의 끝에 있는 제단에 안내하고 신으로서 받들었다.
제임즈 쿡은 선주민에 신으로 받들여지는것은 몇 번이고 경험하고서는 선주민이 생각하는대로 연기를 하였다. 하필 마카히키의 기간이었기에 선주민들에 의해 풍요의 신 로노를 찬양하는 행사가 개최되었고 제임즈 쿡 일행은 진수성찬을 맛보았다.
장기간의 항해에 여자에 굶주린 승무원들은 현지의 젊은 선주민의 여자들과 함께 약 3주 간의 향연을 만끽하였다.
2월 4일 제임스쿡 일행은 필요한 물자를 실고 북태평양에 향하였으나, 카와이하이해에서 올라온 폭풍에 레졸류션호의 돛대가 손상되었기에, 2월 11일 다시 하와이의 섬에 돌아서 수선하려 했다.
그러나 선주민들은 제임스쿡은 너무도 "인간적인 욕망을 가지고 있다", "로노 신이 타는배가 저렇게 손상될수 있는 것인가"라는 의문을 가지기 시작하였다.
선주민들은 험학하게 돌변하여 디스커버리호의 보트를 탈환하려 했으며, 제임스 쿡은 카라니오프우에 인질로 구속되었다.
다툼이 전쟁으로 발전하여 1779년 2월 14일 제임스 쿡은 4명의 수병과 같이 살해되었다고 전해진다.
디스커버리호를 이끌었던 찰스 클락은 서둘러 선박의 수리를 완료하고 영국으로 향했다.
찰스 클락은 같은 해 8월 결핵으로 사망했다. 그리고 후에 존 고어가 지휘하여 영국으로 귀환하였다. 해군본부, 영국국립협회는 제임스 쿡의 죽음, 북방해로탐색의 실패, 그리고 샌드위치제도의 발견을 보고하고, 유럽과 아메리카에 그 존재를 알렸다.

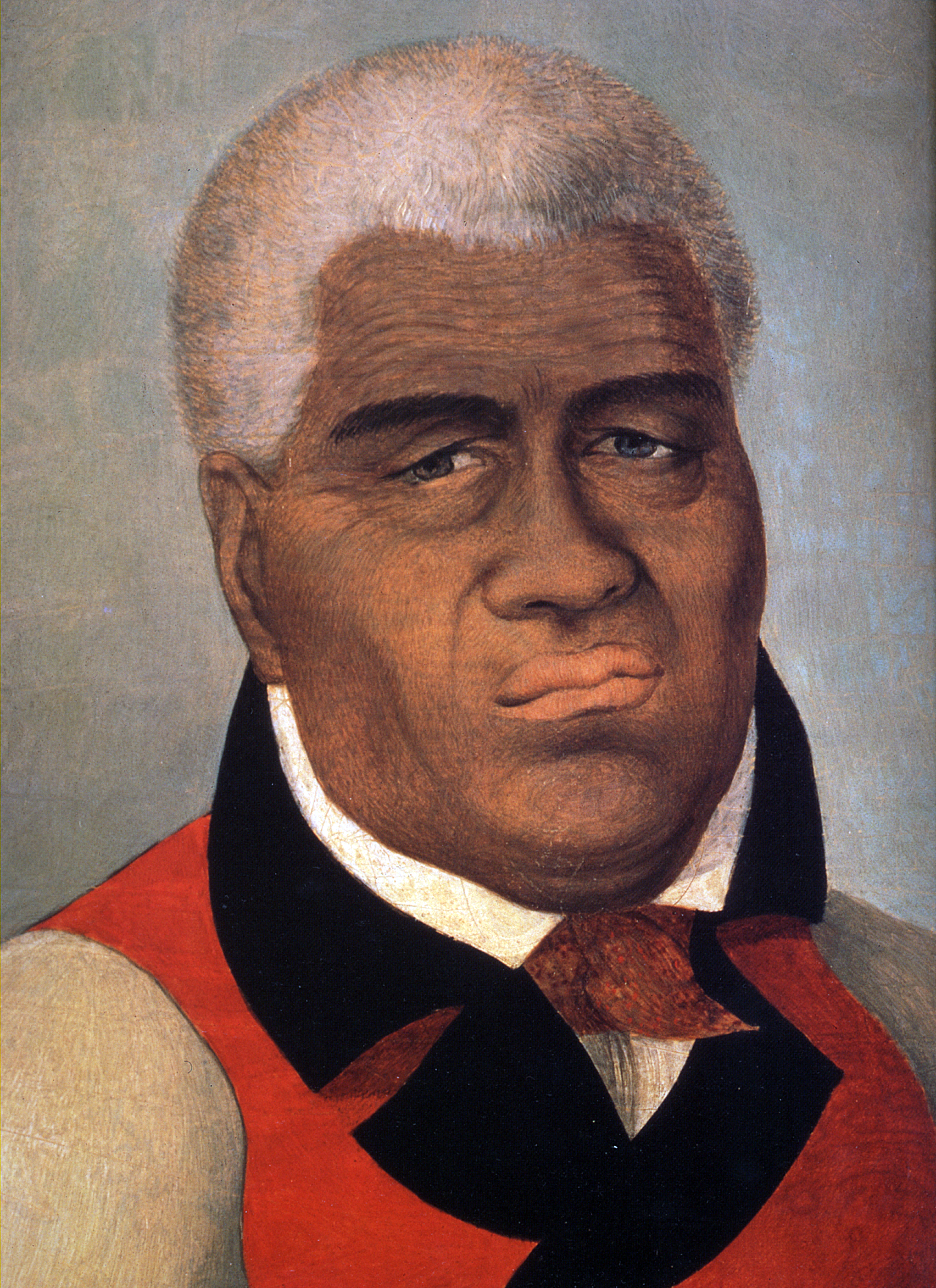
하와이 왕 카메하메하 1세

이 당시의 하와이 섬은 대족장 아리이누이에 의해서 섬 단위의 통치가 행해지고 있었다. 하와이섬은 카라니오프우가, 그외의 섬은 마우이섬의 대족장 카헤키리가 지배하고 있었다. 대족장은 세습제였기에 1782년 카라니오프우가 죽자 아들인 키와라오가 왕위를 계승하였다. 군대의 지휘에 두각을 보이던 카라니오프우의 조카인 카메하메하 1세는 이 때 전쟁의 신 쿠카이리모쿠라는 칭호를 받아, 코하라 및 코나의 영토를 부여받았다. 이에 화가 난 키와라오는 카메하메하에 전쟁을 선포했지만 모쿠오하이의 전투에서 부상을 입고, 반대로 1790년 카메하메하 의해서 하와이 섬들의 통일이 이루어졌다.
제임스 쿡이 하와이 섬을 발견한 이후, 교역을 원하는 자들과 식민지주의의 제국에서의 내항이 빈번하게 발생하고 있었으나 카메하메하는 외교수단이 우수하여 유럽ㆍ아메리카 제국들의 영토적 야심을 막으려는 선견을 가지고 있었다. 카메하메하는 제임스 쿡의 후계자로 말할 수 있는 조지 밴쿠버를 절친하게 대하고 1794년 2월 24일 하와이에 있는 영국인 수병의 안전보장으로서 외국으로부터 하와이에의 침략을 영국이 방어하는 방위원조협정을 받아내는데 성공했다. 이것을 계기로 영국으로부터 총기를 손에 넣은 1795년 2월 카메하메하는 하와이 섬의 통일을 위해 움직이기 시작하여 같은해 4월까지 니하우섬과 카우아이 섬을 제외한 모든 섬을 제압하고 하와이 왕국을 건국하였다.
1800년 남아있는 섬의 제압을 하려했으나 태풍 및 전염병으로 인해 되지 않았다. 1810년 미국인 윈쉽형재의 협력을 얻은 카우아이섬 대족장 카우무아리이와의 교류를 행하고, 카우무아리이의 평생통치를 조건으로하는 카우아이섬 및 니하우 섬을 양도 받는 것에 성공, 하와이 제도의 통일을 달성하였다.

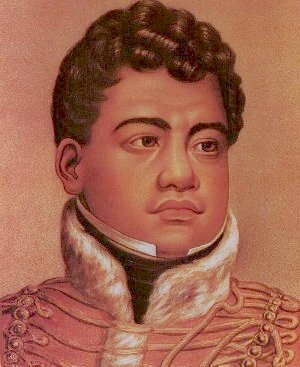
리호리호(카메하메하 2세)

### 하와이 왕국의 번성
카메하메하가 1819년 5월 8일에 타계하자 장남인 리호리호가 왕위를 계승하였다. 하지만 지배능력에 불안을 가지고있던 카메하메하는 섭정(쿠히나 누이)의 지위를 신설하고 리호리호의 계모인 아내 카아후마누를 그의 지휘에 임명했다. 카아후마누는 리호리호의 아내인 케오프오라니와 협력하여 12세기 이후 계속되어 왔던 금지령제도(카프)의 폐지를 추진하였다. 토착 신앙으로 뿌리를 내린 카후나의 입장 우위를 쌓아 온 금기를 솔선해서 깨고 신과 신관의 존재를 부정했다. 이렇게 고대 종교의 신전은 파괴되고 예배와 제사 등의 의식도 중단되게 되었으나, 계층 구조에 의해 유지되고 있던 질서와 규범도 같이 붕괴되면서 하와이 왕국은 파란의 시대를 맞이하게 되었다

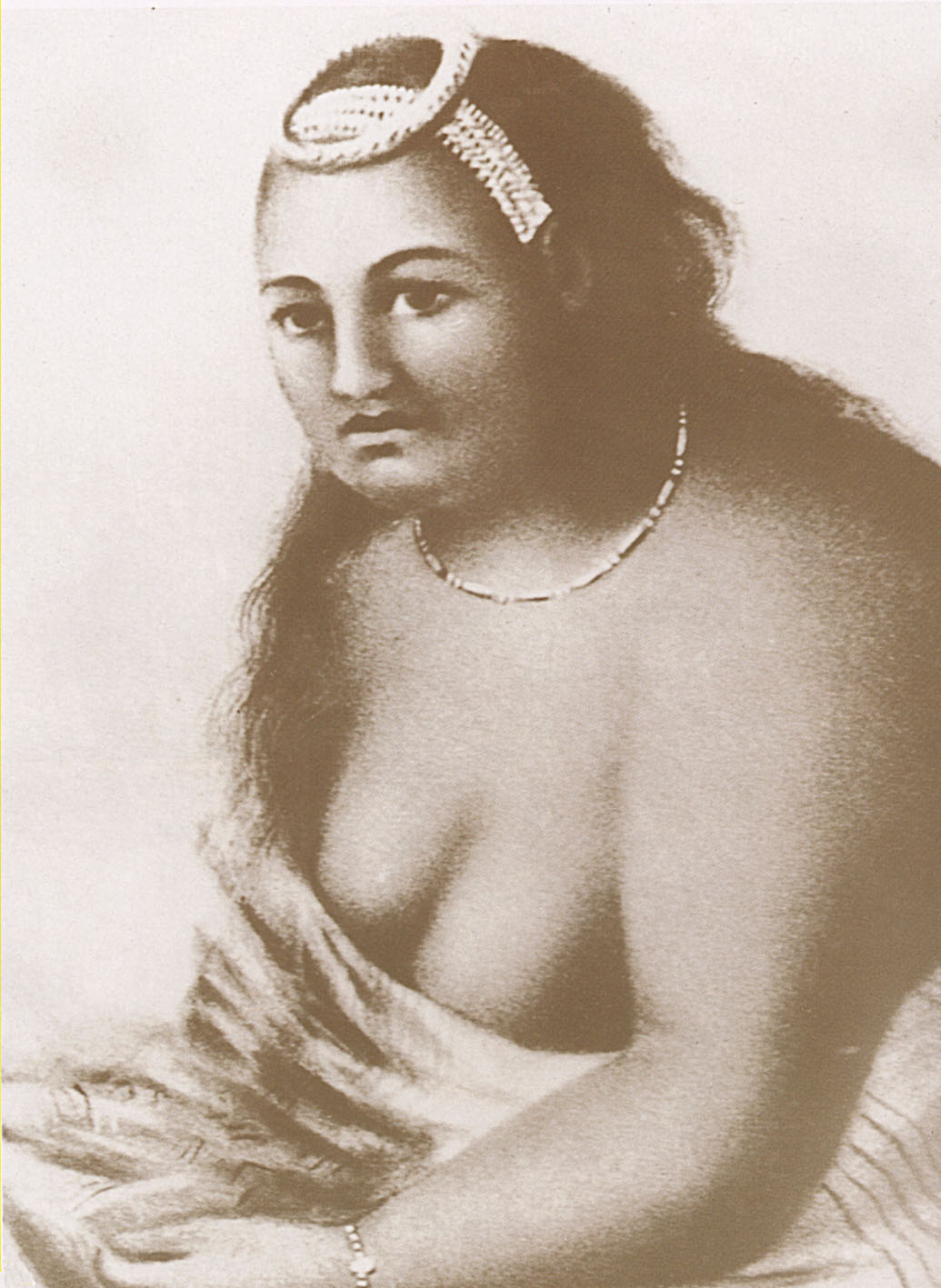
카아후마누

1820년 3월 31일 미국해외선도평의회에서 파견한 성직자 하이럼・빙엄, 아서 스턴을 태운 타디아스호가 뉴잉글랜드에서 코하라에 도착했다.
그들은 거기서 본 하와이 원주민의 비도덕적인 행동에 충격을 받았다.
남자는 마로로 불리는 훈도시 같은 밴드만 입고, 여자는 풀로 만든 치마를 착용하여 훌라댄스 같은 감각적인 춤을 추며, 태어난 유아를 망설임없이 필요없다고 생각하면 죽여버리는 문화가, 무지하고 야만적인 비인도적이라는 것을 이해하기 충분했다.
이러한 풍기물란한 사회 질서의 혼란을 회복하기 위해 빙엄을 주도로 선교사들은 개신교에 의해 사회통제를 시도하였다.
이렇게 미국인 선교사들의 영향으로 교육,정치,경제의 각 분야에서 확산되고 있었다.
외교의 발전에 의해 하와이왕국에서는 화폐경제가 급속히 침투하여 후결제를 통한 외국제품의수입이 계속되어서 순식간에 빚이 불어났다.
이 상황을 극복하려고 1823년 11월 23일 리호리호는 여왕카마마루을 데려가 무역문제 의 해결을 위해 영국 런던을 방문하였다. 하지만 일행이 머무는 곳에서 홍역에 감염되어 다음해 7월 8일에  리호리호는 7월 14일에 타계하였다.
리호리호의 죽음으로 겨우 10살이었던 동생 카우이케아오우리가 다음해인 1825년 6월 6일 대왕에 즉위한다.
선교사들은 실질적인 실권을 쥐고 섭정이었던 카아후마누에 접근하여 하와이의 기독교화를 진행하는데 성공했다

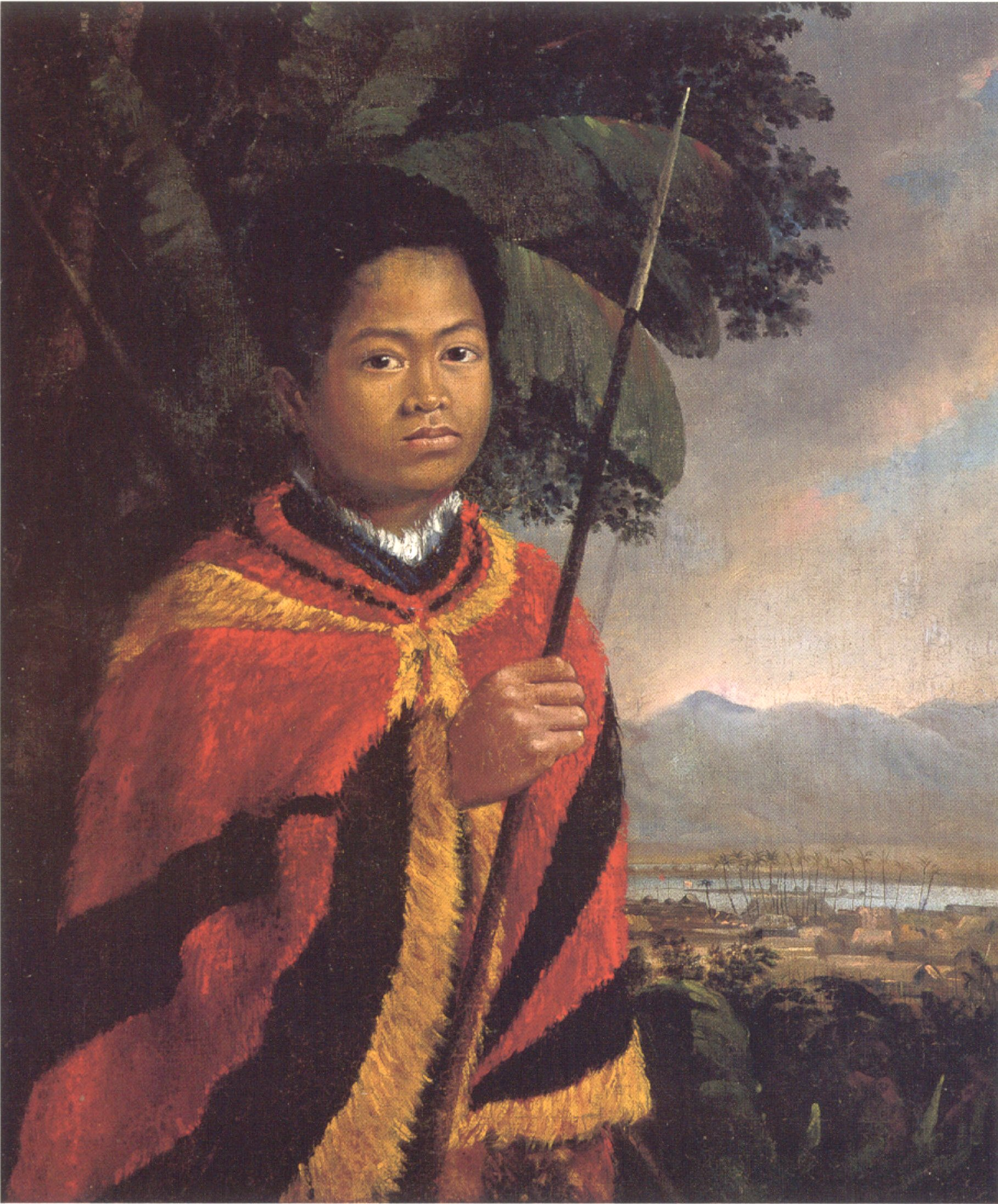
카우이케아오우리(카메하메하 3 세)

1827년 프랑스에 의해 카톨릭 교회의 선교가 하와이에 상륙했으나 별러 프로테스탄트 가 침투하고 있었던 하와이에서의 타종교파 의 영향에 의한 혼란을 우려하여 카아후마누는 떠날것을 명령했다.
그러나 1837년에 다시 천주교 사제가 내항하여 같은해 12월18일 카우이케아오우리가 하와이에서의 천주교의 선교와 믿음을 금지시켰다. 그 명령은 1839년 해제되었으나 태평양의 다른 섬들과 달리 하와이에 있는 프로테스탄트(기독교)의 영향은 우세를 점하고 있었다.
프로테스탄트의 선교사들은 먼저 하와이인의 읽고쓰기부터 가르치기 시작하여 1822년에는 알파벳을 사용한 하와이의 언어를 확립 하고 1839년에는 태평양지역에서 처음으로 신문 "라마 하와이"(1834년 6월,마우이 섬),"그무 하와이"(1834년 10월,호놀룰루)가 발행되어 1839년에는 성경(성서) 이 출판되었다.
철저한 교육 정책이 달성되어 하와이주민들의 교육수율은 비약적으로 올라가서 근대화가 가속화되었다.
그러나 이것은 같은 시간에 하와이의 전통 문화의 단절을 의미하였다.

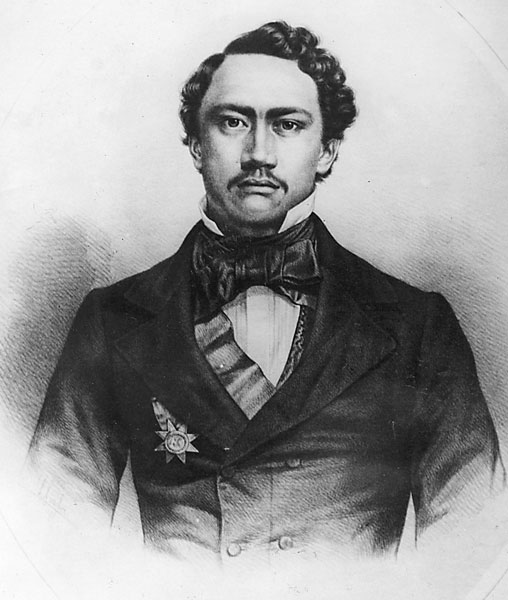
알렉산더 리호리호(카메하메하 4세)

1832년 카아후마누가 사망하여 섭정의 후임으로 카메하메하의 딸 카나우가 취임 했다.
하와이 왕국은 서구 사회로부터의 이입을 받아들여, 영국의 Magna Carta를 바탕으로 1839년에 '권리 선언'을 공포 이듬해 1840년 10월 8일에 하와이 헌법이 공포되어 입헌 군주제가 성립하였다.
1845년에는 기본법에 의해 행정부로서 왕, 섭정, 내무, 재무, 교육지도, 법무, 외무의 각 부서가 놓여지고 15명의 세습제의원 과 7명의 대리의원으로 구성되는 입법협회가 개설되었다. 하지만 익숙하지 않은 서구문화에 곤란함을 느끼는 하와이인을 타지역으로 하와이에 귀하한 서구의 외국인이 하와이 정부의 요직에 취임하는 모습을 볼 수 있게 된다.
이러한 환경에서 1852년에는 하와이 신 헌법이 채택된다.이 새로운 헌법에는 아브라함 링컨이 해방 선언문을 선언하기 훨씬 전에 노예제도 금지를 포함하는등 노예가 자유롭게 되었다.
이러한 서구화는 아후프아아를 전통으로했던 토지제도에서 토지사유 개념이 받아들여지게 된다.
1848년에는 토지법 제정되어, 하와이의 토지는 국왕의 영토, 국유지, 족장영토 로 분활된다.
그러나,1850년 외국인에 의한 토지의 소유가 인정되면서 대외부채를 안고있던 하와이 정부는 토지의 매각으로 부채를 갚게되고 1862년까지 12년간 하와이제도의 약 75%의 토지가 외국인 지배의 토지가 되고 생활의 기반을 잃게되었다.

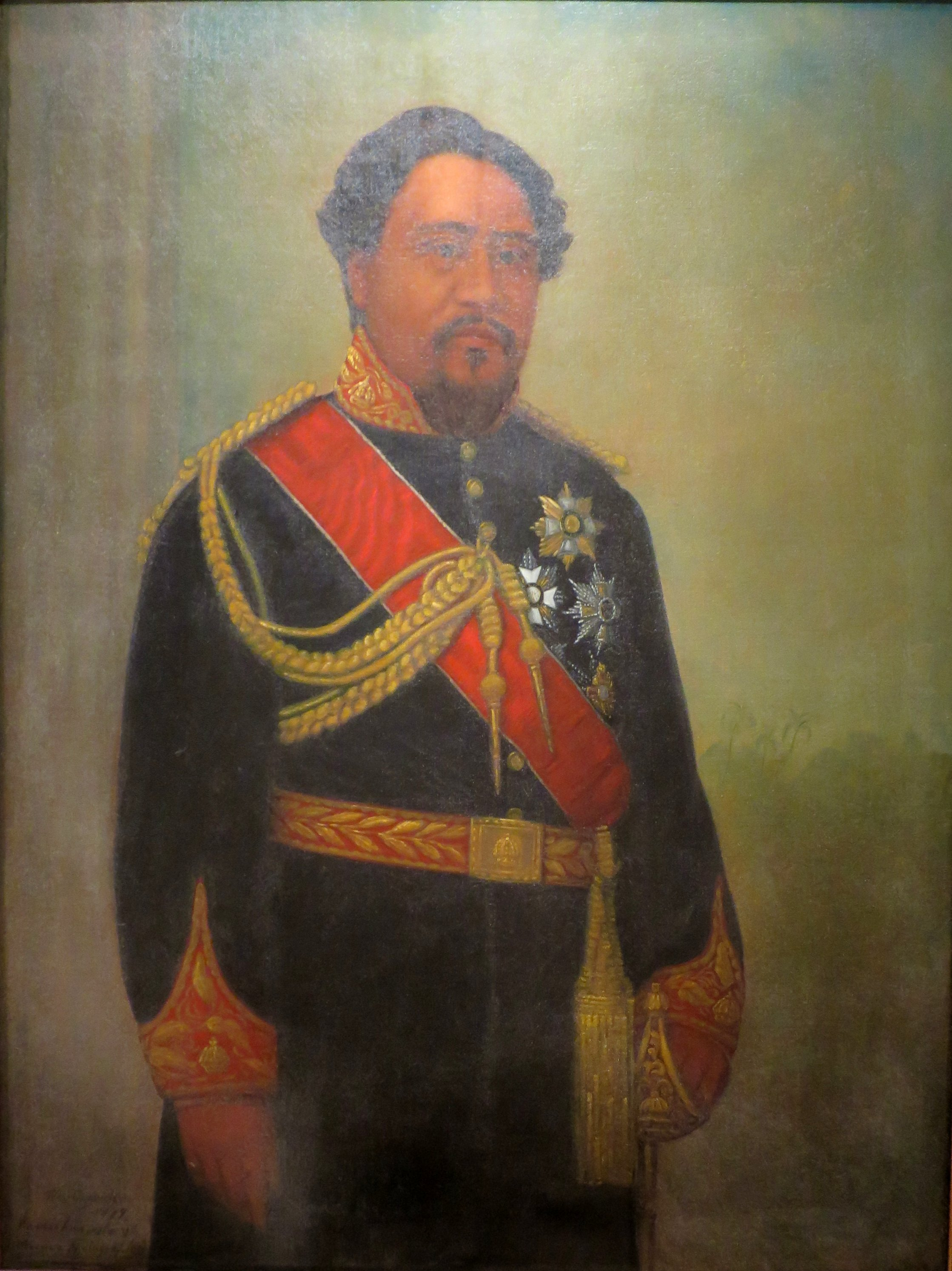
로또・카메하메하(카메하메하는 5세)

1865년 카우이케아오우리의 사망후 1855년1월 11일 섭정이었던 키나우의 차남 알렉산더 리호리호가 왕위에 취임했다. 그 때의 정부내에는 아메리카계, 영국계, 하와이인으로 3그룹의 대립이 형성되었다.
전왕이 채택하였던 일반 성인남자의 정치 참여권 획득이 왕의 권위가 추락하는 것을 느낀 알렉산터 리호리호는 동생 로토 카메하메하 와 협력하고 귀족주의적인 군주제의 확립을 목표로 하였다. 영국 왕실제를 높게 평가하였던 알렉산더 리호리호는 1860년 "하와이개혁 천주교"라는 이름의 에피스코파르를 하와이에 설립하고 영국 본토에서 토마스 스테이리를 선두로 하는 영국국교회의 성직자들을 초대했다.
이 배경에는 아들 알버트를 세례시켜 영국의 빅토리아 여왕을 대리모로 열강제국과 대등한 관계를 구축하려는 정치적인 목적이 있었다고 보인다..
그러나,1862년에 총애하던 아들이 사망하고 그 충격으로 일어나지못한채 1863년 11월 30일에 알렉산더 리호리호 자신도 사망하여 그의 목적은 달성되지 못한채 끝난다. 왕위는 그날 동생 로트 카메하메하가 계승했다.

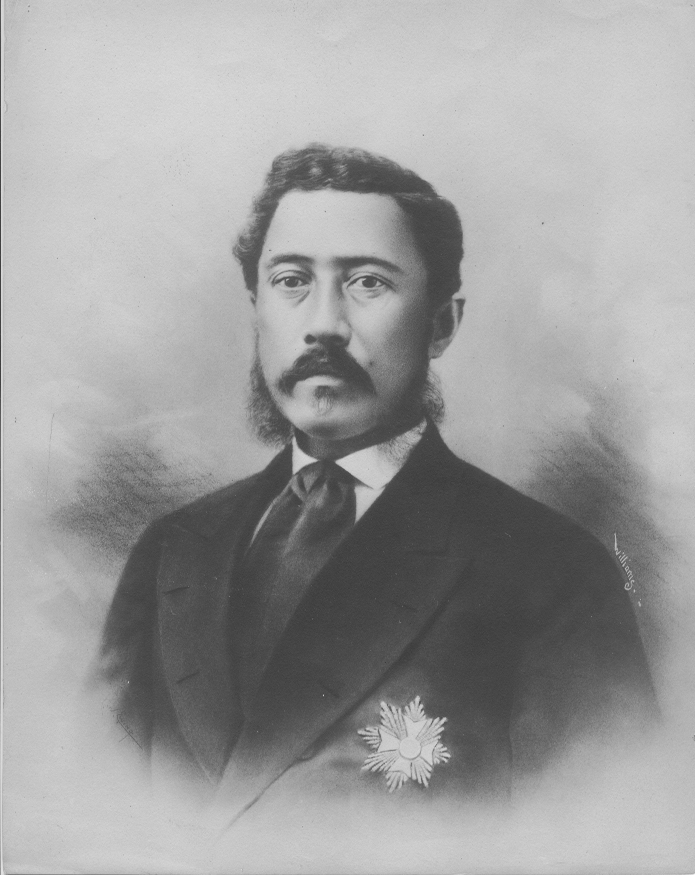
루나리로(첫 번째 선거에 의해 선출된 하와이 왕

카라카우아(제7대 하와이 왕)

로트 카메하메하는 왕권 복원을 목표로 1864년 8월 20일 신헌법을 공표했다.
새로운 젊은 왕이 계속되는것으로 하와이 왕국이 영국에 묻쳐가는 것을 위기로 느낀 미국은 극비리에 하와이 왕국의 합병 계획을 시작했다
이 상황중에 다음 세대의 왕위계승자를 지명하지못한 채 로트 카메하메하가 1872년 급사 하였다.
왕위 결정권은 의회에 전임되어서 친미파 의 루나리로가 1873년 1월 9일 즉위하였다.
루나리로는 아메리카인을 각료로 임명하고 아메리카로부터의 정치적, 경제적원조를 요구하는 정책을 펼쳤다. 아메리카와의 상호주의조약체결을 목적으로 교류를 했었으나 루나리로가 결핵에 걸려 그대로 사망하여 왕위는 다시한번 의회에 전임되었다.
선거의 결과 카메하메하의 유력한 조언자 카메에이아모쿠 , 케이아웨아 헤울의 손자인 카라카우아가 당선되고 1874년 2월13일 즉위했다.
카라카우아는 전 왕의 의념을 계승하고 1875년 6월 3일 미국과 상호주의 조약을 체결한다.
이 조약을 통해 하와이의 모든 생산품은 비과세 로 아메리카에 수출이 가능하도록 되었으나 제4조 "하와이의 어떤한 영토도 아메리카외의 타른 국가에 양도, 대여할 수 없으며 특권도 부여할 수 없다"라는 문언으로 하와이 의 아메리카헌신 에 박차를 가하게 되어버렸다.
유효기간을 7년으로 정하였던 조약기한이 다가온 1883년 그 조약은 쌀, 설탕의 생산업자등 아메리카국내에서 미국의 손해라는 적지 않은 비판이 쏟아졌지만
상원 의원은 존 모건 등 제국주의 확장론자들에 의해"다른, 좀 더 고차원적인 이익이 있다." 라고 반대세력을 몰아부치며 더욱이 모간이 주장하고있던 진주만의 독점사용권 을 획득하는조건으로 1887년 11월에 조약 이 갱신 되었다.
1887년 야당 의원 로린 써튼을 중심으로 급진적인 개혁을 지향하는 비밀결사 하와이안 리그가 설립되었다.
같은 해 6월 30일 하와이안 리그는 하와이의 백인 시민들이 자원 봉사자,호놀룰루 라이플즈와 협력하여 카라카우아에 대해 총리월터 깁슨의 퇴진과 신헙법의 채택을 요구했다. 반면에 효과적인 대책이 없었던 카라카우아는 스스로 내각을 해산하였다.
그 후 호놀룰루 라이플즈는 신헙법을 강제로 카라카우아에게서 승인을 받아내어 1887년 7월 6일에 통칭 베이오넷 헌법이 성립하여 왕권의 약화가 진행되었다.
키라카우아는 강대화된 아메리카세력을 견제하려 동양제국(일본)과의 동맹 및 베이오넷 헌법의 폐기를 조정하는 등 왕권의 복원을 시도하였으나 1891년 1월 20일 뜻을 이루지못한채 산프란시스코에서 객사하였다.

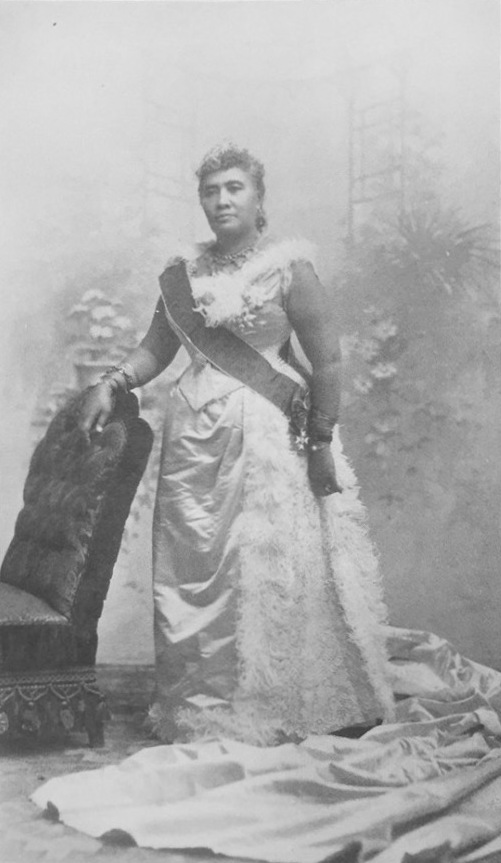
릴리우오칼라니(최후의 하와이 여왕
)

1891년 1월 29일 후임으로 카라카우아의 여동생인 릴리우오칼라니가 왕위에 취임하였다.
그러나 릴리우오칼라니가 지명한 각료가 수차례 거부하는등 내각이 성립되지 않은 채 정치위기가 계속되고 1892년 11월 8일 겨우 내각 이 승인되었다..
릴리우오칼라니는 산처럼 쌓여있던 많은 문제들 중에서 재정적 어려움의 대책으로 복권 및 아편의 판매를 승인제도 안에서 허가 하는 법률을 제정했으나 그 정책에 대해서 아메리카계 백인세력으로 도덕적관점에서 비판이 속출하였다.
또한, 베이오넷 헌법에 대한 불만이 왕권파 하와이인들의 대책으로 1864년의헌법을 백그라운드로 하는 신헌법의 제정을 계획하였다.
이러한 움직임에 위기감을 느낀 미국 장관이 존 스티븐스는 로린 써튼, 샌포드 돌과 접촉하여 하와이의 병합에 대해, 하와이왕국 전복과 임시 정부는 설립의 구체적인 계획을 시작했다.

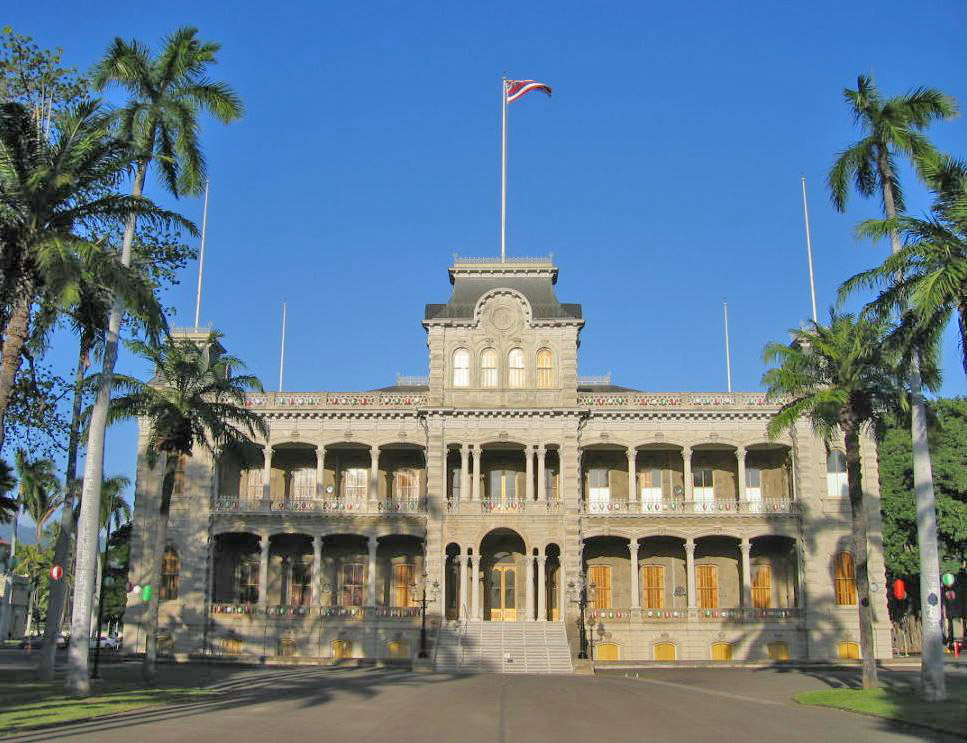
혁명의 무대가 되었던 이올라니궁

### 하와이 왕국의 붕괴
1893년 1월 15일 로린 써튼 등에 불려와 전날 결성된 "공안위원회"라는 이름으로 하는 조직이 일반 대중에 호놀룰루 라이플즈 부대본부로부터 시민집회를 열어달라는 요청을 하였다.
이것에 대해 왕권파의 각료는 반역죄의 적용을 검토하였으나 충돌을 피하자는 아메리카계각료의목소리가 있어서 대항하는 집회를 이올라니궁에서 하는 것으로 결장하였다.
목적은 이 집회에서 리리우오카라니 에 의한 "새로운 헌법을 공포하지 않는다"라는 성명을 발표하는 것으로 이 이상의 혼란을 방지하려하는 것이었다.
다음날인 1월 16일 호놀룰루 라이플즈에서 시작한 집회에서 로린 써튼은 여왕을 규탄하고 자유의 획득을 시민에게 호소했다.
이런 움직임에 호응하여 존 스티븐스는 미국군함 보스톤 함장 길버트 윌츠에게 "호노룰루의 비상사태를 감안하여 미국인의 생명 및 재산의 안전확보를 위해 해병대의 상륙을 요청한다"고 전달하였다.
같은날 오후 5시 장교를 포함한 무장해병대 164명이 호놀룰루항에 상륙했다.
1월 17일 샌포드 돌은 신정부 수립의 준비를 위해 판사직을 퇴임했다.
오후 2시 정부청사의 공안위원회일동이 집결하여 헨리 어네스트 쿠퍼의 위한 하와이 왕국의 종결 및 임시정부 수립이 선언되었다.
저돌적인 호놀룰루 라이플즈 에 의해서 정부청사 및 공문서관이 점거되어서 계엄령이 선포 되었다.
샌포드 돌은 임시정부 대표로서 각국의 외교사절단 및 리리우오카라니에게 임시정부의 수립을 전하였다. 릴리우오칼라니는 스티븐스 에 대에 특사를 파견하고 아메리카가 임시정부를 승인하지 않도록 요청하였으나 스티븐스는 "임시정부는 승인되어 아메리카는 하와이 왕국의 존재를 인정하지 않는다" 라고 회답하였다.
이것은 전해받은 리리우오카라니는 샌포드 돌에게
| “ | 나, 리리우오카라니는 신의 은총을 통해, 또한 왕국 헌법하에 여왕으로서 왕국에 임시 정부의 수립을 요구하는 특정 사람들이 나 와 하와이 왕국 입헌 정부에 대해여 행한 반역 행위 모두에 대해 여기에서 엄중하게 항의합니다. ... (중략) ... 군대의 충돌 과 아마도 생명이 상실되는 것은 어떻게든 피해야하지 않나 싶지만 미국 정부가 사실을 제시 한 후, 미국의 외교 사절이 취한 행동을 취하하고 하와이 제도의 입헌 군주로서의 권위의 자리에 나를 복위시킬 때가 올 때까지 나는 이 항의를 하면서, 내 권한을 포기한다. 서기 1893년 1월 17일 R · 리리우오카라니 | ” |

이러한 문서를 보내었다.

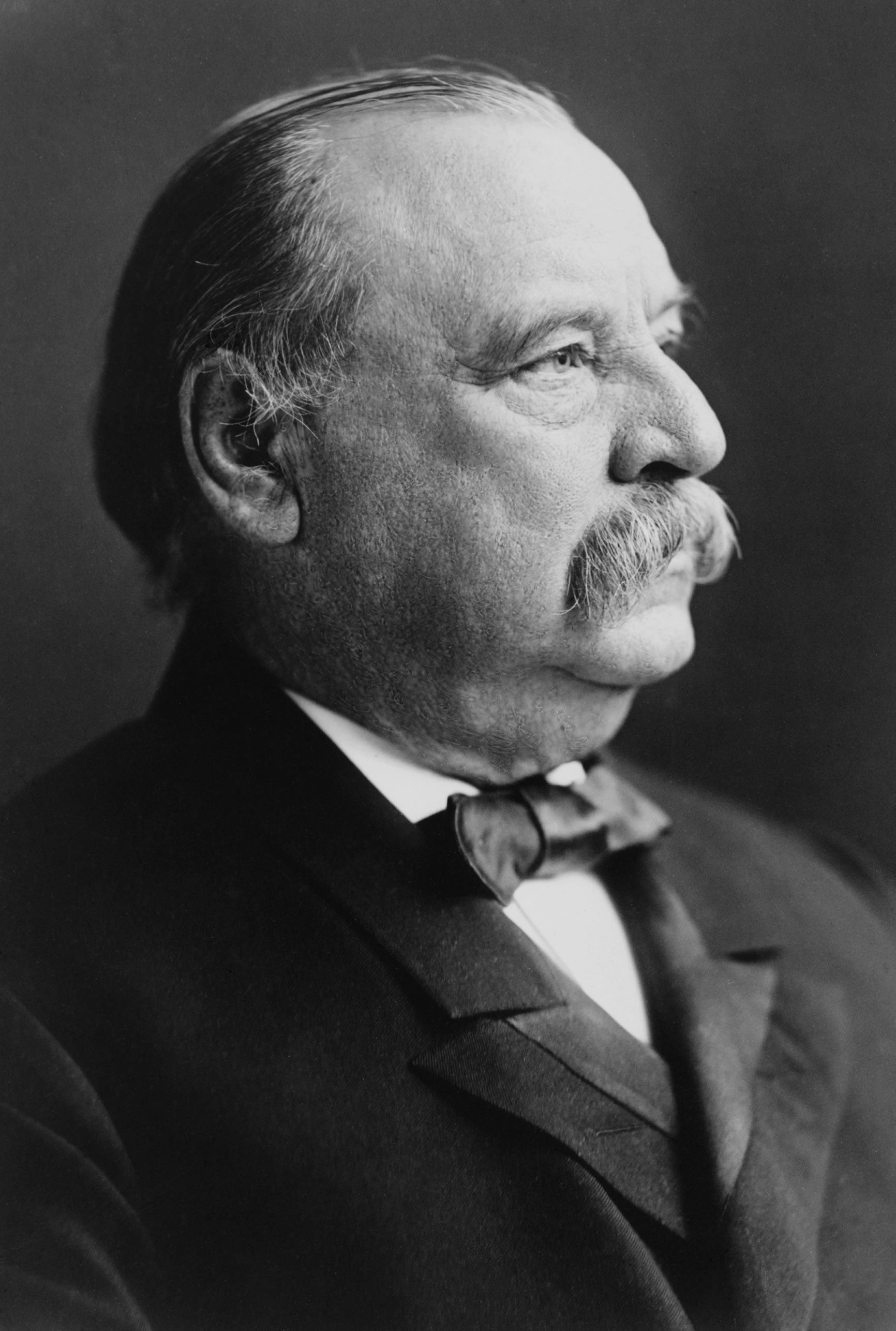
미국의 대통령 Grover Cleveland

임시 정부 수립 선언 후에 독일, 이탈리아, 러시아, 스페인, 스웨덴, 네덜란드, 덴마크, 벨기에, 멕시코, 페루, 영국, 일본, 중국 및 기타 국가에서의 임시정부를 사실상으로 승인했다.
하와이를 미국의 보호 아래 놓기위한 합병교섭을 하고 있던 임시정부에게 2월 1일 스티븐스는 미국 장관으로서 그 요구를 승인하고, 하와이 정부청사에성조기를 게장하였다.
그러나 릴리우오칼라니 의 저항과 아메리카 국내에 있는 여왕 특사 및 스티븐스가 행한 강인한 수법에 대한 여론의 반발등으로 병합은 순조롭지 않았다.
그와 같은 사실을 알게 된 그로버 클리블랜드 대통령은 스티븐스를 해고 하고 앨버트 윌리스를 장관에 임명하였다.
앨버트 윌리스는 그로버 클리블랜드 대통령의 지시에 의거하여 도덕적 관점에서 임시정부의 취소와 리리우오카라니의 복위의 길을 모색하였다.
1893년 11월 4일 앨버트 윌리스는 리리우오카라니 가 감금되어있는 호놀룰루를 방문하고 국가를 전복시킨 반역자의 처우를 어떻게 처리할것인지를 확인하였다.
리리우오카라니는 "법률상 사형에 처해야하지만, 인정을 베풀어 국외추방으로 끝내야 할 것이다" 라고 뜻을 보였으나 후일 신문지면에서는 "여왕은 임시정부의 사형을 요구한다"라는 문장으로 쓰여졌다.

이러한 날조된 보도는 그후 정정되었고, 앨버트 윌리스는 12월20일 샌포드 돌에게 "리리우오카라니가 정식 하와이 통치자임을 인정하고 현재 지위와 권력 모두에서 물러날 것" 이라고 그로버 클리블랜드 대통령의 메시지를 전하였다.

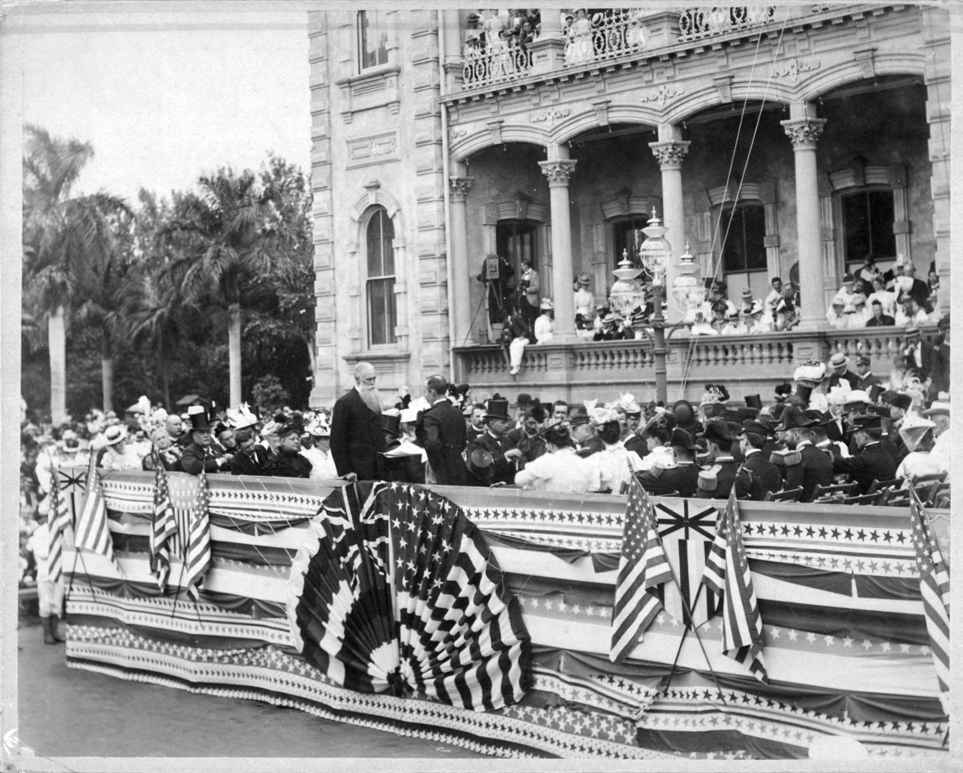
하와이 병할
초대 주지사 의 임명을 받은 샌포드 돌

이런 상황에서 샌포드 돌 및 관련자들 그로버 클리블랜드 대통령의 임기중 병합은 불가능할 것이라는것을 판단하고 "실수하는 것은 미국 정부기간이며 임시정부와는 무관계이다. 그로버 클리블랜드 정권의 요규는 내정간섭에 해당한다" 라고 회답을 12월 23일 발표했다.
또한 임시 정부를 영구적인 정부로서 운영하기 위해 하와이안 공화국 이라는 이름으로 변경하고, 1894년 7월4일 헌법의 공포 와 새로운 국가의 탄생을 선언하였다.
초대대통령은 샌포드 돌이 취임하였다.
1895년 1월 16일 왕정복구을 목표로 하던 하와이계의 반란이 일어나 진압에서 정부군의 사망자가 나왔다.
리리우오카라니는 그 것에 대해 직접관여하지 않았지만 탄약,총기를 숨기고 가지고 있었다는 이유로 다른 왕족과 같이 반역죄로 체포 당했다. 따라서 리리우오카라니는 왕위청구를 포기하고 공화국에 충성을 맹세하고 일반 시민으로서 여생을 보내겠다는 선언서에 서명하였다.

## 아메리카합중국 하와이 임시 주
1898년 1월 하바나에서 일어난 폭동을 계기로 미국-스페인 전쟁 이 일어났다. 그 정쟁은 태평양의 스페인영토를 둘러싸고 거기에전 전쟁터로 전개되어 영구적인 보급지가 필요하다는 여론이
일어났다.
아메리카는 이미 하와이 진주만 독점사용권을 획득하고 있었으나 그것보다 더 확실히 하자는 하와이병합파의 목소리가 커지게 되었다.
결국 7월7일 윌리엄 맥킨리 대통령은 하와이의 합병 에 대한 결의안에 서명하고 하와이의 주권은 정식으로 아메리카 합중국에 이관 되었다.
1900년 4월 하와이영토 합병 법률이 공포 되었고 같은 해 6월에 하와이 영토정부가 설립되었다.
요직에는 하와이공화국의 관료가 취임되고 초대 하와이 임시 주지사 로 하와이공화국 대통령이었던 샌포드 돌이 취임하였다. 그 후 1900년 기본법이라 불리는 새로운법이 공포 되고 하와이에도 아메리카의 법을 적용하도록 되었다.

### 군사 기지의 하와이

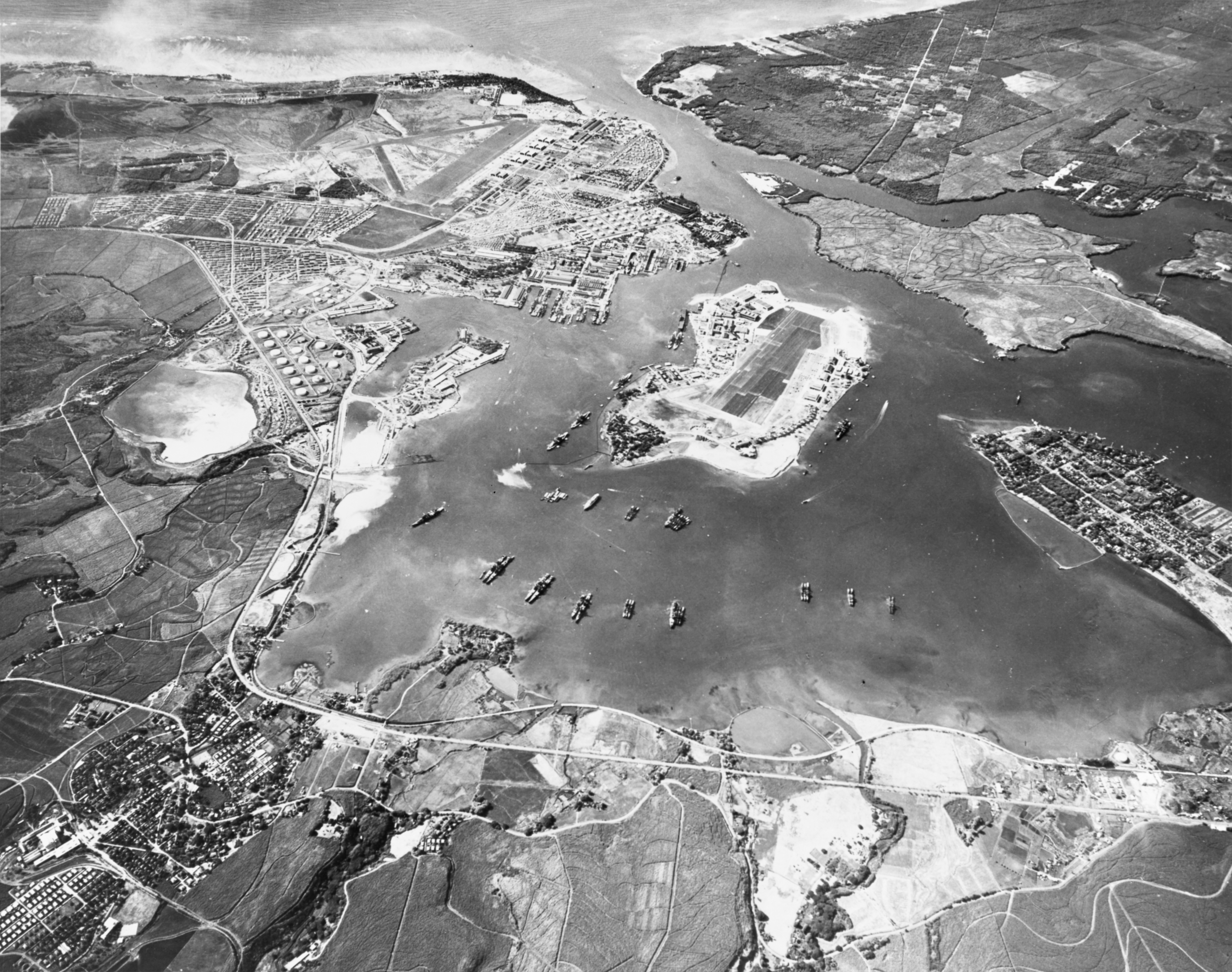
진주만 1941년 10월

아메리카 합중국의 합병에 의해 기존의 노동 계약이 무효화되어서 계약 이민으로 하와이에 다수 주거하고 있던 외국인 노동자가 과로한 노동계약으로부터 해방되었다.
그들은 홍수처럼 아메리카 본토에 여행하고 1908년까지 3만인이 넘는 일본인이 미국으로 이주했다고 보인다.
이와같은 일본인 이민이 문제가 되어서 미국에서는 일본인 이민자 몰아내기운동으로 일어났다.
1907년에는 항공금지령이 선포되어 다음해인 1908년에는 미일간 행정처치로서 아메리카에 가는 일본인노동자의 여행제한을 푸는 미일신사협정이 체결되었다.
또한 하와이본토에서의 파업이 법적으로 유효하게 되어 파업하는 노동자가 증가하였다.
미국에서 일본인몰아내기운동이 활발화 되면서 하와이에 있던 일본이에 대한 분위기는 날을 더해갈수록 심해지게 되었다. 당시 하와이에 사는 2만인이 넘는 일본인의 자녀들은 하와이에서150이상의 일본어학교가 개설되어있었으나 국수수의 바람에 의해 비판받아졌다.
이러한 일본인의 생활 형태 및 일본인노동자, 그 자녀들에 대한 비판은 영어신문에서 빈번하게 게시되어 일본인 배척론으로 여론이 형성되었다
이런 비판으로 일본인에 대한 불신감은 공산주의자들의 음모론으로 결탁되어 일본인에 대한 공포감 및 혐악감을 가지는 시민은 점점 늘어나 갔다.
이런 중에 제1차 세계대전이 종결되면서 생산의 기계화 및 합리화가 노동을 박탈하고 아메리카는 불황의 파오에 휩싸이게 되어서 이민의수를 제한하자는 움직임이 일어났다.
1924년에는 이민자수를 최고 15만인으로 제한하는 법안이 가결되어 그 할당 은 북유럽계에 유리하게 되었다.

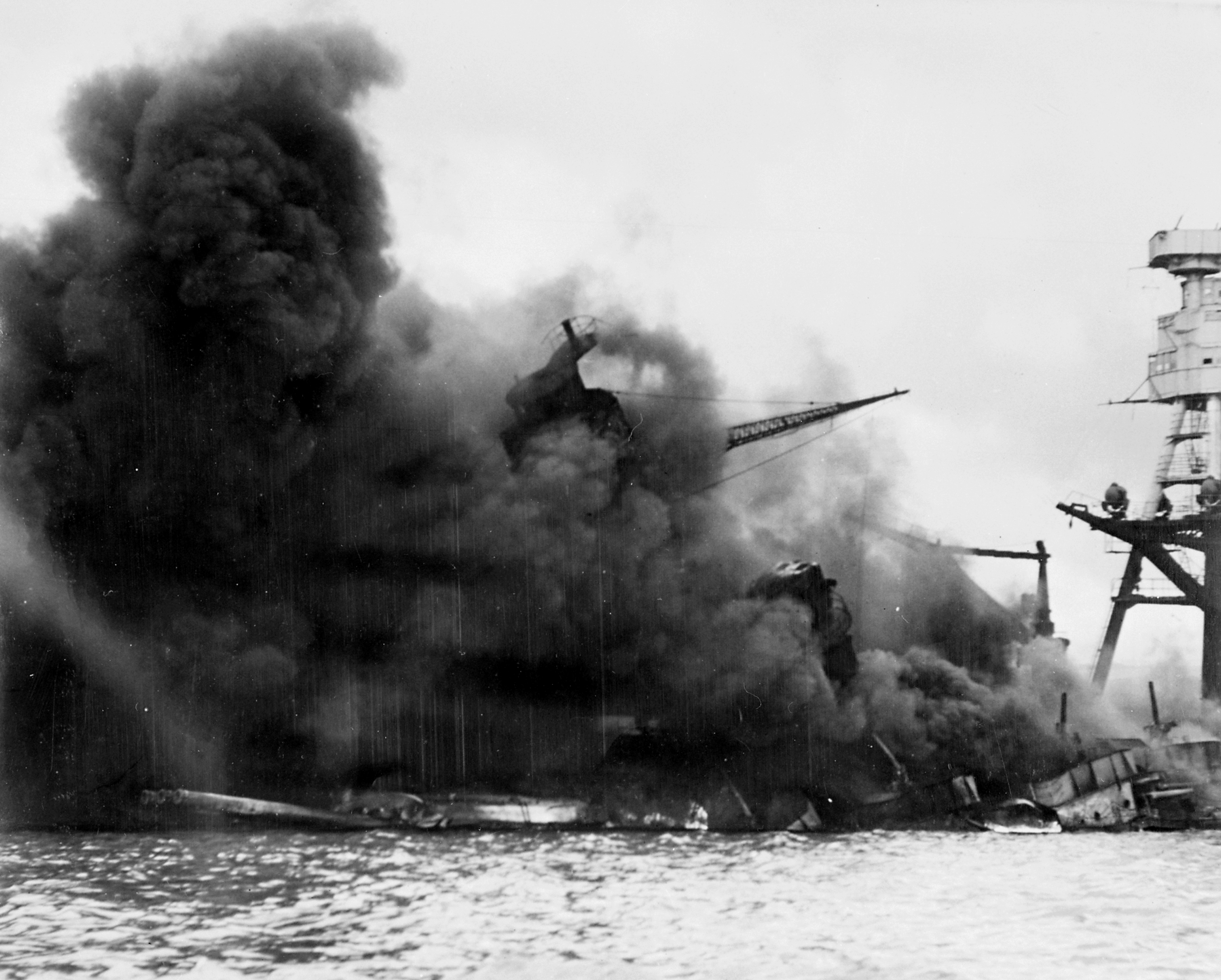
불타오르는 애리조나

1941年12月7일 일본군에 의한 진주만 공격 이 일어났다.
약 8 시간 반을 지난 오후 4시반에는 하와이전지역에 계염령이 내렸다.
1944년 10월 24일 해제되기까지 많은 전시 규정이 만들어졌다.
하와이는 중요한 군사 기지로서의 역할을 하게 되어 군사기지의 건설이 가속화되고 태평양전 수행본부로서
이오라니 궁전 에 군사정부가 신설되었다.
재판권도 군의 관리하에 놓이고 체포령장없이 구속이 가능하였다.
주민에는 통금이 설정되고 신분증의 소지가 의무화되고 지문등록이 행하여졌다.
전화의 도청이 실시되고 모든 출판물,편지가 검열의 대상이 대고 일본어 라디오 방송은 즉시 금지되었다.니다.
동시에,일본계 미국인에 대한 불신감은 한층 커져서 1942년 1월 5일에는 징병년령 일본계2세남자는 4C(적국의 외국인)으로 분류되어 이미 징병 및 편입되어있던 일본계병사는 해임 ,제대되었다.
일본어학교교사 및 저널리스트 등등 "특히 위험"으로 취급된 1500인이 넘는 일본인 및 일본계 가 강제수용소로 보내졌다
하와이지방방위군으로서 궁방에 종사하고 있던 일본계2세 시게오 요시다는 방위총사령관[wikipedia:Delos Carleton Emmons|데니스 에몬즈]]에게 아메리카에 대한 충성을 맹세하는 청원서를 보내 일본계 에 의한 육군부대인 제442 연대전투단의 전신인 대학승리봉사단(V.V.V)을 결성하였다.
또한 당시 인구의 약 26만인이었던 하와이에 100만명정도의 군인과 10만명에 가까운 새로운 노동자들이 오게 되었다.
군수경기 로 인해 남녀비율은 현저히 불균형이되어미국본토에는 1941년 군인에 대한 성매매 행위는 금지되어있음에도 불구하고 특례적으로 허가된적도 있다.
이러한 현상은 지역 여자들에게는 위협이 되어 병사들에 의한 강간범죄는 훗날 끊이지 않았다.
1942년 6월 미드웨이 해전에서 미국군이 승리하고 일본군에 의한 하와이 침공 가능성이 줄어들자 1943년에 등화관제가 해제되어 1944년 10월에 계엄령이 해제 되었다.다음 해 제2차 세계 대전이 종결되자 하와이에서 일상의 변화를 볼 수 있게되었다.
지금까지 백인에 의한 정치,경제체제가 일시적으로 약해지고,1946년에 발생한 파업을 시작으로 노동자측의 임금인상이 성공한다. 또한 아메리카 본토에서온 병사들에게는 전쟁터로 향하기 위한 일시적인 안식처로써 기능하였던 하와이가 그들에게 "하와이는 익숙한 낙원"의 이미지가 퍼져나갔다.
이 기회로 전쟁특수 대안으로 하와이의 관광 시설을 확장하기 시작하고 훗날 관광 도시로서 첫번째 발걷음을 내딧게 되었다.

### 정식 주 로 확립운동
하와이를 미국의 영토의 일부에서 명확히 주 로 확립하자는 움직임은 하와이왕국,카메하메하 3세 시대부터 몇번이고 올라왔던 의견이었다.
1854년 친미파 로 알져진 카메하메하 3세는 내부세력 및 유럽열강의 압력으로부터 보호를 요구 하와이왕국을 아메리카의 하나의 주로서 병합하려 아메리카정부와의 교류를 해왔다
그러나 다음 세대의 카메하메하 4세 가 친영파였기에 흐지부지 되어 카메하메하 3세 사망 후 더 이상 거론되지 않았다.
1900년 의 하와이 합병때에도 의제 로서 하와이주 로 확정안이 올라왔으며 샌포드 돌은 지사취임연설에서 하와이가 주로 확정되는 거에 대해서 언급했었다.
1903년에 하와이 영토 의회는 연방 의회에 하와이를 주로 확정안의 심사를 청구하였다.
1919년에,하와이출생의 연방의회 대의원인 죤 쿠히오 가 하와이주 확정을 제시하여 연방의회는 주 확정을 향하여 조사를 개시하였다.
그러는 중 1931년9월 토마스 맛시 중위 의 부인 타리아 맛시 가 하와이의 현지 청년집단 "카리히 갱"에 폭행을 당했다고 기소 하여 5인의 청년이 용의자로 체포되었다. 맛시사건
타리아 맛시는 이 5인이 틀림없다고 증언했으나, 변호측은 맛시부인의 증언과 모순되는 5인의 자료도 증거로 제출하였기에 "배심원 불일치"로서 5인의 청년은 무죄가 되었다. 이 사건은 아메리카본토에 선동적인 보도가 되어서 "하와이의 경찰제도는 낡아빠지고 치안을 유지할 능력이 없다"라는 여론을 형성시켰다.
맛시중위는 재판 결과에 불복하여 동료들과 같이 용의자중 한명인 죠셥 카하하와이를 유괴, 고문하고 살해하였다.
배심원은 가해자들에게 징역10년의 유죄를 내렸으나 여론은 맛시중위의 행위는 "정당방위", "명예를 위한 살인" 라고 하와이 의 재판과정에 불만을 토로했다. 이 사건은 하와의 자치권이 위기에 놓을정도로 커져나갔고 하와이 지사는 맛시중위일행을 "금고1시간"으로 감형하게 되었다.
미국연방의회 의 종속적인 위치에 있다고 통감하던 하와이의 지도자층은 적극적으로 로비 활동을 하게 된다. 1934년 선출된 대의원 사무엘 킹 에 의해 1935년 국립법안 이 공식적으로 제출되어 하와이주 확립 승인문제 로 조사위원회가 조직되었다. 1940년에까지 주 로 확립에 관한 주민투표를 하였고, 유권자의 3분의2 이상이 주 확립 을 희망하는 것으로 판명되었다.
하와이 출신의 대의원조셉 라이터 화링튼의 강력한움직임 과 해리・S・트루먼의 지원 받아서,1946년에 연방의회는 하와이를 아메리카 합중국의 정식 주 로 확정할지 말지 재검토를 시작하였다.
조셉 라이터 화링튼은 다음해 하와의 주 확립법안 을 연방의회에 제출하였으나 상원에서 폐안 되어 미수에 끝났다. 하지만 이것을 계기로 주 확립 은 공화당 및 민주당의 당 정책에 포함하는등 커다란 움직임을 가리게 되었다. 한편 주 확립 반대파는 하와이를 동서냉전을 배경으로 공산우의자 의 활동거정으로 판단하여 그의 일당을 아메리카의 정치경제의 안에 집어넣는것은 위험 하다고 하였다.

## 미국,하와이 국가
1950년대에 들어와서 시민권운동 이 활성화되면,이를 활용하는 형태로,하와이 및 알래스카의 주 확립 운동이 일어나 1959년 3월 11일 연방상원의 찬성76, 반대15 로 가결, 연방하원의 찬성323, 반대89 로 가결, 연방의회는 하와이를 주 로 승격 을 승인하였다.드와이트・D・아이젠하워 대통령은 1959년 8월21 일,선언서에 서명하며 공식적으로 아메리카합중국의 50번째 주 로 인정되게 되었다."지금 우리들은 다같이 하오레(백인)"라는 유행어가 탄생하는등 환영무드 가 흘려 하와이시민은 달성감 과 새로운 기대를 만끽하고 있었다.

### 관광 도시 하와이 로서의 발전

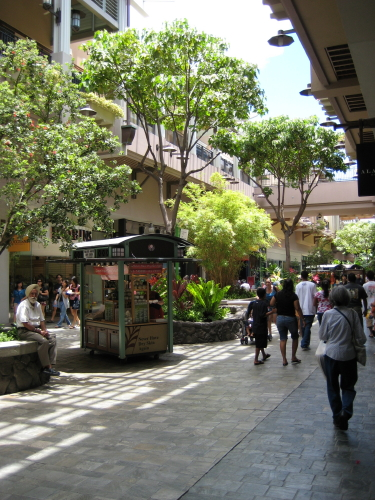
Ala Moana Shopping Center(1959년 개업)

1959년 주 로 확정되어 10년동안 하와이는 호텔 와 콘도 가 쭉 늘어선 도시로 변모 하기 위해 총액 34억 달러 가 넘는 건축을 하였다.
월터 딜링엄의 하와이안 랜드 사 에 의한 첫 대형 쇼핑몰, 알라모아나 쇼핑센터를 개업하고 에어 제트 연락처,화물,승객,차량 운반하는 대형 선박에 대한의 부두 건물,토지 도로 물 공급 장치 개발과 같은 리조트관광 개발 과 동반되는 인프라의 근대화가 가속되었다.
1963년,미국인들의 갤럽 조사는"금전적인 생각을 하지 않았을 때 휴가를 지내고 싶은 곳",2위 캘리포니아에 비해 거의 두배 가까운 차이로 1위를 하는등, 주 로 확정으로 관광 산업이 번창하고, 아메리카국내외 상관없이 관광객들의 꾸준한 증가로 1967년 12月 28일 100만명의 관광객을 기록했다.
일본은 여행 규정 해제를 한 1964년 일본 관광객을 볼 것으로 예상된 하와이에서는 일본어로된 소개 또는 직원들의 일본어 교육을 본격적으로 도입하였다. 1970년까지 패키지 투어가 본격화되어 일본 자본 이 하와이에서 빠질 수 없는 소득원 이 되어버렸다.
이러한 일본의 움직임은 투기적인 면에서 무시할 수 없게 되었다. 일본의 사업가 오사노 켄지 가 1962년 와이키키 의 모아나 호텔 과 프린세스 카이우라 을 1940만 달러 에 매수 한것을 시작으로 1972년까지 10년간 50 이상의 일본의 회사가 하와이의 부동산 및 기업을 매수 하고 하와이지점을 개설 하였다.
1974년에는 하와이 상원의원 앤더슨 일행이 "일본의 경제 침략"으로 경종을 울리는등 사회적 문제로 떠오르게되었다.1980년대 들어와 이러한 움직임은 더욱더 가속화되어, 카와모토 겐시로, 카와구치 카츠히로 같은 일본의 투기꾼에 대한 부동산 매수의 문제가 뉴스가 되었다.
"일본 돈"에 대한 여론이 엄청 나빠지면서 하와이 대학 이스트 웨스트 센터 의 연구자 및 과 경제평론가 클라이드 프레스트위츠 등은 "일본 돈"이 하와이 미치는 영향과 문제에 강력한 우려를 나타내었다.
또한 고급 리조트 호텔 같은 골프장 개발이 1992년 시점에 68개로 그리고 같은 해 주정부에 대해 93개의 골프장건설의 신청이 있는등 골프장건축 붐이 있어다.
그러나 골프장 건설은 간단하고 검소한 생활을 요구하는 현지 주민과의 마찰을 일으키는 문제였다. 이에 대해 시장은 공공 시설을 개발 비용(마찰 비용)으로 골프장1건의 개설에 1억 달라를 내도록 개발자측에 요구,이것을 지역에 환원하는 것으로 마찰을 해소하려 하였다.
1980년대 후반에는 일본의 국내외에서의 부동산 투기의 영향으로 인해 토지 및 주택 가격 엄청나게 상승하였다. 하지만 인플레이션 우려에 대해 일본 정부와 일본 은행의 단결에 의해 투기욕이 감소하여 1989년 10월 도쿄 주식의 폭락(버블 붕괴)이 발생, 하와이에서도 일본 기업, 일본 투자자에서의 투자가 감소하였다. 진행 중이었던 몇몇의 호텔 및 골프장의 개발프로젝트는 계획을 중단,보류하게 되었다.
1967년 설탕,파인애플산업의 수입을 뛰어넘는 하와이 최대의 산업이 되어버린 관광업은 1991년 처음으로 전년비 1.2% 감소를 기록하였다.

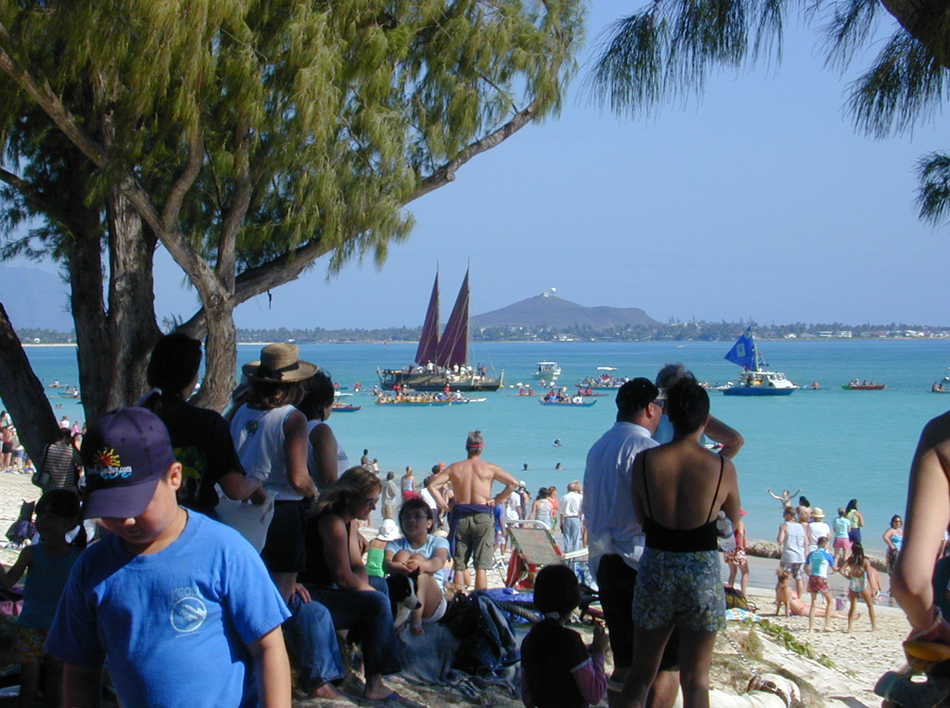
Hokule'a
(2005년 카일루아 비치)

### 문화의 변화
제임스 밋체나의 소설"하와이"는 미국 전역에서 널리 애독되고있는 소설영화화도 되었다.
이러한 문학 작품 속에서 [하와이 원주민]]는 전반 왕조사를 장식 비극의 주인공으로 그려 지지만, 근대화와 함께 사라진 하와이의 역사로 '봉건 사회의 멸망과 근대의 새벽」등 스테레오 타입에 말해지는 것이 많다.
이것은 영어 교육을 비롯한 동화 정책에 의한 민족 의식의 희박 화, 혼혈이 진행 하와이 원주민이 소멸되어 가고 있는 것이 원인이라고 생각할 수 있지만,이 상황에 위기감을 느낀 1970년대 이후 흑인 운동과 문화 다원주의 확산과 함께 하와이 원주민의 부흥 운동이 갑자기 울부짓게 되었다.
1974년 아메리카 원주민 사업법이 의회를 통과하여 하와이 원주민이 공식적으로 미국 원주민으로 인정 받게되면 1978년 주정부는 [하와이 사람 문제 사무국] (OHA)를 설치하고, 하와이 원주민이 안고있는 문제에 대한 해결에 주력하게 된다.
하와이안 음악 [[훌라], [빠니오로]] 등 하와이의 전통 예술을 복고 시키려고 하는 움직임 외에도 하와이의 전통 게임 코나네의 보급아후뿌아아과 암각화와 같은 원주민가 쌓은 제도와 사적 연구와 부활 과 [호쿠레아 | 호쿠레아 호] 에 의한 하와이 선사 시대 역사의 검증, 음식 문화의 부흥에 의한 [하와이안 역설]의 해소 등 다방면으로 전파하고 활성화되어  '하와이안 르네상스' 라고 불리게되었다。

## 참고 자료
1. ↑  文字を持った例外的なものとしてはイースター島のロンゴロンゴが挙げられる（後藤2004、p.24）。
2. ↑  1820年から始まるキリスト教化の一方で、キリスト教の教えに矛盾するハワイ固有の文化や伝承を消滅させてしまうのは惜しいと考えた研究者らの手によりクムリポは欧米人たちによって古くから英訳の試みがなされていた（延江4）。1823年にA Narrative of a tour through Hawaii in 1823という現地人から聞き取ったハワイの神話や伝説を盛込んだ旅行記を出版したウィリアム・エリスをはじめとして、1940年のマルサ・ウォーレンによるハワイ神話の集大成 Hawaiian Mythology など、多数の史料が出されている（延江5）。
3. ↑  クムリポにおいてはハワイの王族はタヒチから来た家系に由来するとされており、その時既にハワイにいた先住民にフラやパーカッション、儀式や儀礼を伝えた、とされている。
4. ↑  このハワイ（Hawaii）という名称に関しての由来は諸説あり、最初に発見したポリネシア人ハワイ・ロアから取ったとする説（中嶋p.17、石出p.13）、ポリネシア語で「小さな故郷」を意味する「ハワイキ」から来たとする説（中嶋p.17、石出p.13）、ポリネシアの西方にあるとされる伝説の地ハワイキに由来するとする説（中嶋p.17）、紀元前7世紀から3世紀にかけて形成されたポリネシア基語サワイキに基づくとする説（中嶋p.17）などがある（矢口2005）。
5. ↑  1789年のロバート・グレー（アメリカ）、1791年のマヌエル・カンペル（スペイン）など（中嶋p.24）
6. ↑  宣教師リチャード・アームストロング、1844年教育指導大臣就任、ニューヨークの弁護士ジョン・リコード、1844年法務大臣就任、スコットランドの医者ロバート・ワイリー、1854年外務大臣就任、アメリカの宣教師団付の医者のジェリット・ジュット、内務大臣就任、弁護士ウィリアム・リトル・リー、最高裁判所判事就任など（中嶋p.37-38）。
7. ↑  ハワイ駐在公使ジェームズ・マックブライドが国務長官ウィリアム・スワードに宛てた1863年10月9日の報告には「ハワイ諸島のために過去40年にわたり親身を尽くし文明を授けたというのに、イギリス人による支配を認めることはアメリカ人に対する不義である」と記されている（中嶋p.60）。
8. ↑  カラカウアは真珠湾の独占使用権に反対したが、ヘンリー・カーターらの働きかけにより、7年という期限付きでの独占使用が認められた（中嶋p.76）。
9. ↑  ベイオネットは「銃剣」を意味し、威嚇のもとに強制的に調印された憲法であった（中嶋p.79）。
10. ↑  『ハワイ・さまよえる楽園』(p.93)で中嶋は、この回答はスティーブンスの独断であり、正式なものではなかったが、アメリカが暫定政府側に付く事でもはや降伏しかできないという印象操作を行うためのものであったと解説している。事実、当該内容の報告を国務長官ジョン・フォースターが受け取ったのは1月28日であり、暫定政府を追認せざるを得ない状況になってからであった（中嶋p.96）。
11. ↑  亡き夫ジョン・ドミニスの収集していた骨董の銃器であり、リリウオカラニが所持していたわけではなかった（猿谷）。
12. ↑  若い女性一人に対する同年代の男性の割合が150人から1000人となった（矢口2002、p.81）。
13. ↑  1991年『ホノルル・アドバタイザー』は、日本の対ハワイ投資の調査結果を次のように発表した。1986年12億ドル、1987年14億ドル、1988年18億7000万ドル、1989年27億8620万ドル、1990年37億8410万ドル（中嶋p.231）。
14. ↑  1987年、ハワイカイの高級住宅176件を買収、1988年、ヘンリー・カイザーの邸宅を4255万ドルで買収など（中嶋p.233）。
15. ↑  1987年、ココナッツ島を870万ドルで買収、翌年2000万ドルで売却（中嶋p.233）。
16. ↑  ケニス・レヴェンサル社の調査では日本の対米不動産投資は、1988年がピークで165億4000万ドル、1990年の投資額は130億6000万ドル、1991年の投資額は50億6000万ドル。うち約33%がハワイ州への投資であった（中嶋p.235）。

## 참고 문헌

### 하와이의 역사통사(ハワイの歴史通史)
- 中嶋弓子 (1993). 《ハワイ・さまよえる楽園　民族と国家の衝突》. 東京書籍. ISBN 4-487-75396-1.
- 矢口祐人 (2002). 《ハワイの歴史と文化　悲劇と誇りのモザイクの中で》. 中公新書. 中央公論新社. ISBN 4-12-101644-0.
- 山中速人 (1992). 《イメージの＜楽園＞　観光ハワイの文化史》. ちくまライブラリー74. 筑摩書房. ISBN 4-480-05174-0.
- Daws, Gavan (2002). 《Shoal of Time: A History of the Hawaiian Islands》. University of Hawaii Press. ISBN 0-8248-0324-8.

### 논집
- 後藤明, 松原好次・塩谷亨編著 (2004). 《ハワイ研究への招待　フィールドワークから見える新しいハワイ像》. 関西学院大学出版会. ISBN 4-907654-56-1.

### 테마 역사
ハワイの神話
- Beckwith, Martha Warren (1977). 《Hawaiian Mythology》. University of Hawaii Press. ISBN 0-8248-0514-3.
- 後藤明 (2002). 《南島の神話》. 中公文庫. 中央公論新社. ISBN 4-12-203987-8.
- 後藤明 (1997). 《ハワイ・南太平洋の神話　海と太陽、そして虹のメッセージ》. 中公新書. 中央公論社. ISBN 4-12-101378-6.

ハワイ王国史
- 猿谷要 (2003). 《ハワイ王朝最後の女王》. 文春新書. 文藝春秋. ISBN 4-16-660300-0.
- ジョン・タナカ (2007). 《ハワイ王国物語》. 佐々倉守邦訳. JTBパブリッシング. ISBN 978-4-533-06777-8.

文化史
- 石出みどり, 石出法太 (2005). 《これならわかるハワイの歴史Q&A》. 大月書店. ISBN 4-272-50209-3.
- 矢口祐人 (2005). 《ハワイとフラの歴史物語　踊る東大助教授が教えてくれた》. 素敵なフラスタイル選書. イカロス出版. ISBN 4-87149-690-2.
- 山中速人 (1993). 《ハワイ》. 岩波新書. 岩波書店. ISBN 4-00-430291-9.
- テランス・バロー (2002). 《Un-Official Hawai'i Book》. 原蓉子訳. 集英社. ISBN 4-8342-5079-2.

移民史
- 足立聿宏 (1977). 《ハワイ日系人史》. 葦の葉出版会. ASIN B000J8XZXW.
- 沖田行司 (1997). 《ハワイ日系移民の教育史　日米文化、その出会いと相剋》. Minerva21世紀ライブラリー35. ミネルヴァ書房. ISBN 4-623-02718-X.
- ロナルド・タカキ (1986). 《パウ・ハナ　ハワイ移民の社会史》. 刀水歴史全書. 富田虎男・白井洋子訳. 刀水書房. ISBN 4-88708-071-9.